# Aminata Sininta
Aminata Sininta (née le 23 décembre 1985 à Bamako) est une joueuse malienne de basket-ball féminin. Elle a concouru pour le Mali aux Jeux olympiques de 2008. Elle joue au club de Djoliba AC.

## Palmarès
- Médaille d'or au championnat d'Afrique 2007
- Médaille d'argent au championnat d'Afrique 2009